# 国際オリンピック委員会

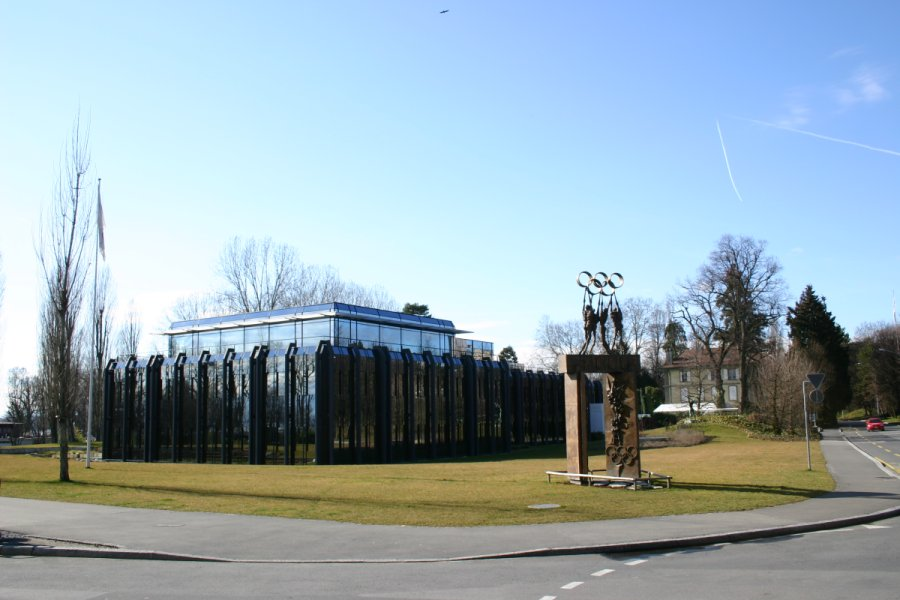
ローザンヌにある本部。

国際オリンピック委員会（こくさいオリンピックいいんかい、仏: Comité international olympique; CIO、英: International Olympic Committee; IOC、本項では以下IOCと記述）は、スイスのローザンヌに本部を置く非政府のスポーツ組織である。IOCは、スイス民法典（第60条 - 第79条）に基づく協会(純民間団体）として構成されている。1894年にピエール・ド・クーベルタンとディミトリオス・ヴィケラスによって設立され、夏季オリンピックと冬季オリンピックを主催する。
IOCは、国内オリンピック委員会（NOC）および世界の「オリンピック・ムーブメント」（IOCの用語で、オリンピックに関わるすべての団体や個人を指す）を統括する機関である。2016年時点で、IOCが正式に承認しているNOCは206団体である。現在のIOC会長は、2025年6月に就任したカースティ・コベントリー（ジンバブエ）である。

## 沿革・役割
1894年にピエール・ド・クーベルタン男爵が近代オリンピックの設立を提言し、オリンピックを通じて世界平和を実現しようと訴えた。IOCは各オリンピック大会を運営する各大会組織委員会の親組織で、オリンピックの商標、過去の大会の映像などの著作権その他の、オリンピック関連の知的財産権を国際的に保有する唯一の団体である。またオリンピックに関するスポーツ競技大会以外の活動（文化オリンピック活動、オリンピック博物館など）も含めた、いわゆる「オリンピック・ムーブメント」を運営統括する団体でもある。
さらにスポーツ振興のための国際組織として、国際競技連盟とも非常に密接に連携しており、またIOCの下部組織である国内オリンピック委員会を通じて世界各国のスポーツ振興にも力を注いでいる。

### 公用語とオリンピック賛歌
IOCの公用語は第一言語としてフランス語、次に英語で、IOCのすべての会議は仏英2か国語で運営される。フランス語と英語で解釈上の疑義や齟齬が生じた場合は、フランス語での解釈を公式にする。また「オリンピック賛歌」は国際式典において、国歌と同様の扱いを受ける。

### オリンピック招致
オリンピック招致を望む意志のある都市は、IOCに立候補を申し入れ、IOC総会でIOC委員の投票によって、開催都市が決定される。ソウルオリンピックの決定では、一部のIOC委員が収賄した不祥事が発覚したため、2001年に就任したジャック・ロゲ会長の主導により、公開投票による公正な選定プロセスが導入されることになった。

## 組織
国内オリンピック委員会がある国に居住する者の中から、国ごとに1名、ただしオリンピック運動が盛んな国やオリンピック開催経験がある国からは2名が、IOC委員として任命される。このIOC委員で組織するIOC総会がIOCの最高意思決定機関となる。
IOC総会によってIOC会長、IOC副会長、理事会理事、会計役が選出され、これらの者で理事会を構成する。理事会の下には各種委員会が組織される。委員会のメンバーはIOC委員以外からも選任されることがある。

### 関係団体
下部組織として以下の財団、株式会社（スイス法人）、有限責任会社（スペイン法人）を所有・管理しており、商標権等の管理や放送権の販売、国際放送の制作、ウェブサイトの運営などは、これらの傘下法人が行っている。
- オリンピック文化遺産財団（Olympic Foundation for Cuture and Heritage スイス・ローザンヌ）
- オリンピック財団（Olympic Foundation スイス・ローザンヌ）
  - IOC テレビジョン&マーケティング・サービス S.A.（IOC Television and Marketing Services S.A. スイス・ローザンヌ）
    - オリンピック・パートナー・プログラム（The Olympic Partner Programme スイス・ローザンヌ）

  - オリンピック・ブロードキャスティング・サービス S.A.（Olympic Broadcasting Services S.A. スイス・ローザンヌ）
    - オリンピック・ブロードキャスティング・サービス S.L.（Olympic Broadcasting Services S.L. スペイン・マドリード）

  - オリンピック・チャンネル・サービス S.A.（Olympic Channel Services S.A. スイス・ローザンヌ）
    - オリンピック・チャンネル・サービス S.L.（Olympic Channel Services S.L. スペイン・マドリード）
- オリンピック・ソリダリティー（Olympic Solidarity スイス・ローザンヌ）

## 歴代会長
| 代 | 出身国         | 会長                               | 在任                                    |
| -- | -------------- | ---------------------------------- | --------------------------------------- |
| 1  | ギリシャ       | ディミトリオス・ヴィケラス         | 1894–1896年                             |
| 2  | フランス       | ピエール・ド・クーベルタン男爵     | 1896–1916年 1916–1919年代行 1919-1925年 |
| 3  | ベルギー       | アンリ・ド・バイエ＝ラトゥール伯爵 | 1925–1942年                             |
| 4  | スウェーデン   | ジークフリード・エドストレーム     | 1942–1946年代行 1946–1952年             |
| 5  | アメリカ合衆国 | エイベリー・ブランデージ           | 1952–1972年                             |
| 6  | アイルランド   | マイケル・モリス・キラニン男爵     | 1972–1980年                             |
| 7  | スペイン       | フアン・アントニオ・サマランチ侯爵 | 1980–2001年                             |
| 8  | ベルギー       | ジャック・ロゲ伯爵                 | 2001–2013年                             |
| 9  | ドイツ         | トーマス・バッハ                   | 2013年–2025年                           |
| 10 | ジンバブエ     | カースティ・コベントリー           | 2025年–                                 |

## IOC理事会
IOC理事会は、IOC会長1名、IOC副会長4名、エグゼクティブメンバー10名の計15名で構成される。任期はそれぞれ4年で、IOC総会において選出選挙や再任選挙が行われる。
| 役職                   | 名前                                 | 国             |
| ---------------------- | ------------------------------------ | -------------- |
| 会長                   | トーマス・バッハ                     | ドイツ         |
| 副会長                 | ツァイチン・ユー（于再清）           | 中国           |
| 副会長                 | セルミャン・ウン（黄思綿）           | シンガポール   |
| 副会長                 | ジョン・コーツ                       | オーストラリア |
| 副会長                 | ニコール・ホーベルツ                 | アルバ         |
| エグゼクティブメンバー | ロビン・ミッチェル                   | フィジー       |
| エグゼクティブメンバー | デニス・オズワルド                   | スイス         |
| エグゼクティブメンバー | ネナド・ラロビッチ                   | セルビア       |
| エグゼクティブメンバー | イヴォ・フェリアーニ                 | イタリア       |
| エグゼクティブメンバー | ファイサル・アル＝フセイン           | ヨルダン       |
| エグゼクティブメンバー | ナワル・エル・ムータワキル           | モロッコ       |
| エグゼクティブメンバー | ミカエラ・コジャンコ＝ジャウォルスキ | フィリピン     |
| エグゼクティブメンバー | ジェラルド・ヴェルテイン             | アルゼンチン   |
| エグゼクティブメンバー | クリスティン・クロスターアーセン     | ノルウェー     |
| エグゼクティブメンバー | エンマ・テルホ                       | フィンランド   |
| 事務局長               | クリストフ・ド・ケッペル             | ベルギー       |

## IOC委員会
詳細は国際オリンピック委員会委員一覧を参照
IOC委員はIOC総会の度に選出及び再任される。IOC委員の定員は115人で定年は70歳（1999年以前に選出された委員は80歳）、定員115人のうち国内オリンピック委員会 (NОC) 会長、選手委員、国際競技連盟 (IF) 会長がそれぞれ15人以下の人数が入ることになっている。
| 委員会                                                         | 議長                                       | 国               |
| IOCアスリート委員会                                            | カースティ・コベントリー                   | ジンバブエ       |
| IOC競技者随行員委員会                                          | セルゲイ・ブブカ                           | ウクライナ       |
| IOC監査委員会                                                  | ピエール-オリビエ・ベッカーズ-ヴィージャン | ベルギー         |
| IOCコミュニケーション委員会                                    | アナント・シン                             | 南アフリカ共和国 |
| IOC夏季大会将来開催地委員会 2032年夏季オリンピック             | クリスティン・アーセン                     | ノルウェー       |
| IOC冬季大会将来開催地委員会 2030年冬季オリンピック             | オクタヴィアン・モラリュー                 | ルーマニア       |
| IOC夏季大会将来開催地委員会 2030年夏季ユースオリンピック（YOG) | クリスティン・クロスター・アーセン         | ノルウェー       |
| IOC調整委員会 ロサンゼルス 2028                                | ニコル・ホーヴェルツ                       | アルバ           |
| IOC調整委員会 ダカール 2026 (YOG)                              | カースティ・コベントリー                   | ジンバブエ       |
| IOC調整委員会 ミラノ・コルティーナ 2026 年                     | サリ・エッサヤ                             | フィンランド     |
| IOC調整委員会 パリ 2024                                        | ピエール-オリビエ・ベッカーズ-ヴィージャン | ベルギー         |
| IOC調整委員会 江原 2024 (YOG)                                  | 張虹                                       | 中国             |
| IOC調整委員会 北京 2022                                        | ファン・アントニオ・サマランチ             | スペイン         |
| IOC調整委員会 東京 2020                                        | ジョン・ダウリング・コーツ                 | オーストラリア   |
| IOC文化・オリンピック遺産委員会                                | Khunying Patama Leeswadtrakul              | タイ             |
| IOCデジタル＆テクノロジー委員会                                | ゲラルド・ヴェルティン                     | アルゼンチン     |
| IOC倫理委員会                                                  | 潘基文                                     | 韓国             |
| IOC財務委員会                                                  | ン・サー・ミアン                           | シンガポール     |
| IOC委員選挙委員会                                              | アン王女                                   | イギリス         |
| IOC法務委員会                                                  | ジョン・ダウリング・コーツ                 | オーストラリア   |
| IOCマーケティング委員会                                        | ジリ・ケジュヴァル                         | チェコ           |
| IOC医学・科学委員会                                            | ウグール・エルデナー                       | トルコ           |
| IOCオリンピックチャンネル委員会                                | リチャード・カリオン                       | プエルトリコ     |
| IOCオリンピック教育委員会                                      | ミカエラ・コジュアンコ・ジャウォルスキー   | フィリピン       |
| IOCオリンピックプログラム委員会                                | カール・ストス                             | オーストリア     |
| IOCオリンピック・ソリダリティ委員会                            | ロビン・ミッチェル                         | フィジー         |
| IOCスポーツを通じた広報・社会開発委員会                        | ルイス・アルベルト・モレノ                 | コロンビア       |
| IOCスポーツとアクティブな社会委員会                            | サリ・エッサヤ                             | フィンランド     |
| IOC持続可能性とレガシー委員会                                  | アルベール2世                              | モナコ           |
| IOCスポーツにおける女性委員会                                  | リディア・ンセケラ                         | ブルンジ         |
| IOCコミュニケーション・ディレクター                            | マーク・アダムス                           | イギリス         |

## 非正式競技の承認競技
IOC承認国際競技団体連合 (ARISF) に国際競技連盟 (IF) が加盟しているスポーツ
- クリケット
- 空中スポーツ[注釈 3]
- 自動車
- バンディ
- ビリヤード
- ブールスポーツ[注釈 4]
- ボウリング
- コントラクトブリッジ
- チェス
- ダンス
- ゴルフ
- 空手
- コーフボール
- ライフセービング
- オートバイ
- 山岳競技[注釈 5]
- ネットボール
- オリエンテーリング
- ハイアライ
- ポロ
- ラケットボール
- ローラースポーツ
- ラグビー
- スカッシュ
- サーフィン
- 綱引き
- 水中スポーツ[注釈 6]
- 水上スキー
- 武術太極拳
- 水上オートバイ
- ボディービル
- 相撲
- 野球[注釈 7]
- ソフトボール[注釈 7]

このほかに、承認競技ではない競技も含むIOC公認団体国際競技団体連合 (GAISF) に国際競技団体 (IF) が加盟している競技がある。正式競技は夏季オリンピック、冬季オリンピック、夏季オリンピックの競技一覧、冬季オリンピックの競技一覧を参照